# Cnemaspis perhentianensis
Espèce
Cnemaspis perhentianensis est une espèce de geckos de la famille des Gekkonidae.

## Répartition
Cette espèce est endémique des îles Perhentian au Terengganu en Malaisie.

## Description
Cnemaspis perhentianensis mesure, queue non comprise, jusqu'à 47,2 mm.

## Étymologie
Son nom d'espèce, composé de perhentian et du suffixe latin -ensis, « qui vit dans, qui habite », lui a été donné en référence au lieu de sa découverte.

## Publication originale
- Grismer & Chan, 2008 : A new species of Cnemaspis Strauch 1887 (Squamata: Gekkonidae) from Pulau Perhentian Besar, Terengganu, Peninsular Malaysia. Zootaxa, n. 1771, p. 1–15.